# Obernbergtal

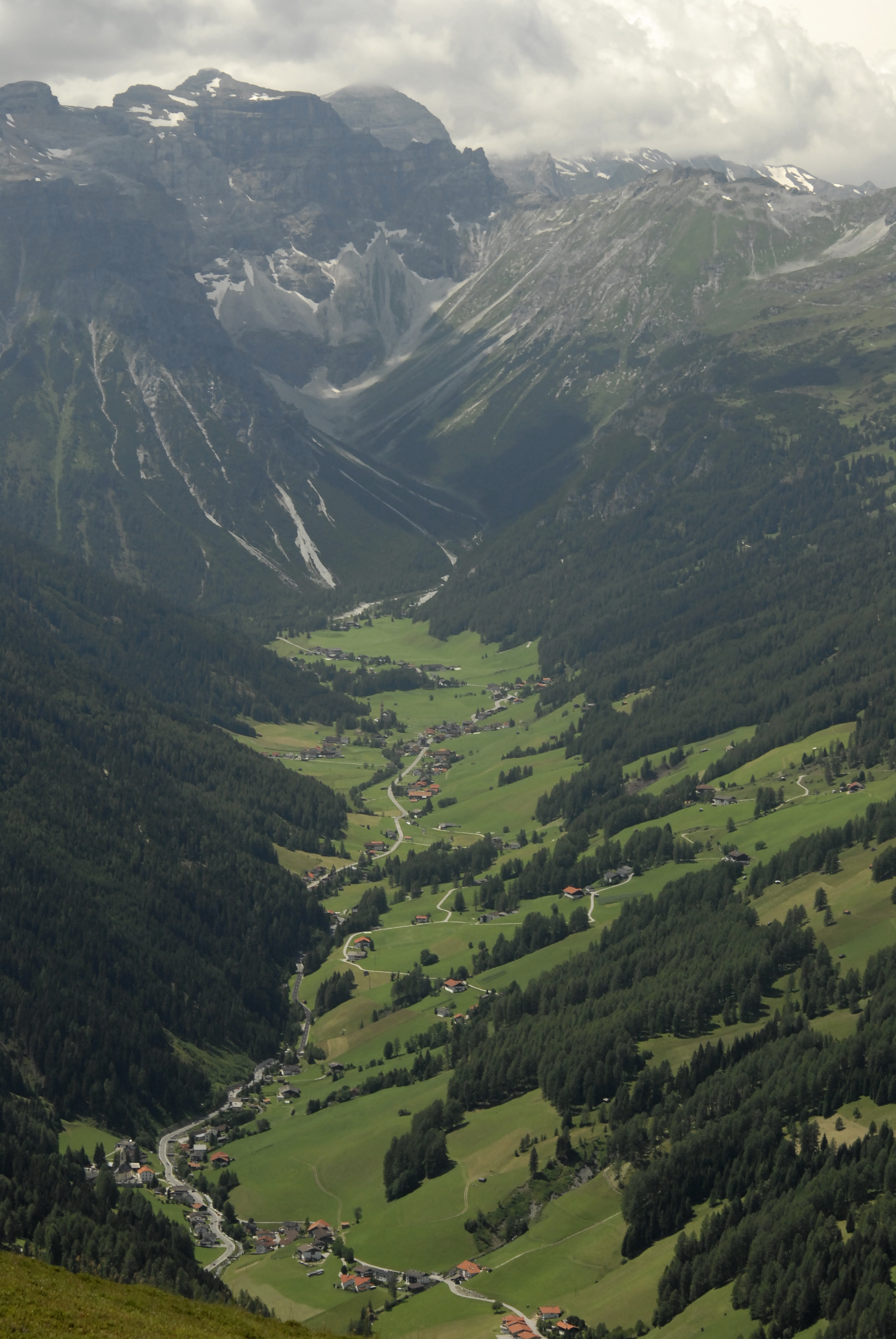
Blick ins Obernbergtal vom Padauner Kogel

Das Obernbergtal, auch Obernberger Tal (nicht zu verwechseln mit dem Oberbergtal), ist ein rund 8 km langes Seitental des Nordtiroler Wipptales, das bei Gries am Brenner nach Südwesten abzweigt. Es wird vom Obernberger Seebach durchflossen, der in Gries in die Sill mündet.

## Lage und Landschaft
Der Talboden ist relativ breit und eben, nur der Ausgang ins Wipptal ist als enges V-Tal ausgebildet, das auf kurzer Strecke um rund 200 Höhenmeter abfällt. Zwei Seitentäler, das Fradertal und das Niedererbergtal, zweigen nach Süden ab. Der Bergkamm im Norden verläuft vom Nösslachjoch (2231 m ü. A.) über die Rötenspitze (2481 m ü. A.) zur Schwarzen Wand (2917 m ü. A.). Der Kamm im Süden ist Teil des Alpenhauptkamms und bildet die Grenze zu Südtirol, er führt vom Sattelberg (2115 m ü. A.) über den Hohen Lorenzen (2315 m ü. A.) bis zur Schwarzen Wand. Der Talschluss wird von den markanten Tribulaunen (darunter dem Pflerscher Tribulaun: 3097 m ü. A.) dominiert.
Die Siedlungen, Vinaders am Taleingang sowie die Rotten der Gemeinde Obernberg am Brenner, liegen am Talboden. Einzelhöfe finden sich auf der Sonnseite bis auf 1600 m. Das Tal wird durch die L231, Obernbergstraße erschlossen.

## Natur
Das Obernbergtal ist umgeben vom Landschaftsschutzgebiet Nößlachjoch – Obernberger See – Tribulaune. Die nördliche Talseite, die Sonnseite, ist bis auf 1900 m mit Lärchen bewachsen, welche die größten Lärchenbestände Tirols bilden. Diese weisen eine für Lärchenwiesen typische Pflanzenwelt auf, darunter kurzstängelige Blaue Enziane, Primeln und Orchideen. Oberhalb der Baumgrenze schließen bewirtschaftete Almmatten an. Auf der südlichen Talseite finden sich geschlossene Fichtenwälder.

## Bergbau
Über viele Jahrhunderte wurde im Obernbergtal Bergbau betrieben, seine Blütezeit erlebte er vom 14. bis zum 16. Jahrhundert. Es wurde insbesondere Silber, aber auch Kupfer und Blei abgebaut, daneben wurde Marmor gewonnen. Dieser weiße, graue oder rosafarbene „Obernberger Marmor“ wurde seit dem Mittelalter gern genutzt und u. a. für das Grabmal Kaiser Maximilians I. in der Innsbrucker Hofkirche verwendet.